# Monika Pawłowska
Monika Jolanta Pawłowska z domu Kominek, primo voto Kominek-Sahakyan (ur. 15 czerwca 1983 w Rykach) – polska polityk i przedsiębiorca, posłanka na Sejm IX i X kadencji.

## Życiorys
W 2011 uzyskała licencjat ze stosunków międzynarodowych w Wyższej Szkole Przedsiębiorczości i Administracji w Lublinie. Zawodowo pracowała na stanowiskach menedżerskich, prowadziła też własną działalność gospodarczą.
Kierowała biurem posłanki na Sejm RP, swojej ciotki Stanisławy Prządki. Należała do Sojuszu Lewicy Demokratycznej. Była również wiceprzewodniczącą Forum Równych Szans i Praw Kobiet w województwie lubelskim, zainicjowała też powołanie Rady Kobiet przy prezydencie Puław. W 2014 otwierała dęblińską listę kandydatów koalicji SLD Lewica Razem do rady powiatu ryckiego, jednak nie uzyskała mandatu. W 2015 wycofała się z działalności partyjnej.
W 2019 zaangażowała się działalność polityczną w ramach partii Wiosna, została jej koordynatorką w województwie lubelskim. Z jej działaniami wiąże się oskarżenie o mobbing ze strony działacza młodzieżówki Przedwiośnie (sąd koleżeński Wiosny uznał jej słownictwo za niewłaściwe, udzielił upomnienia, nie stwierdził natomiast znamion mobbingu). W tym samym roku bezskutecznie kandydowała do Parlamentu Europejskiego w okręgu lubelskim, otrzymując 4426 głosów. W wyborach parlamentarnych w tym samym roku uzyskała mandat posłanki na Sejm RP IX kadencji w okręgu chełmskim. Kandydowała z listy Sojuszu Lewicy Demokratycznej (w ramach porozumienia partii lewicowych), zdobywając 12 916 głosów. W Sejmie została członkinią Komisji Obrony Narodowej oraz Komisji Administracji i Spraw Wewnętrznych, a także wiceprzewodniczącą dwóch podkomisji stałych (do spraw społecznych w wojsku i do spraw polskiego przemysłu obronnego oraz modernizacji technicznej Sił Zbrojnych RP). W listopadzie 2019 została wybrana na wiceprzewodniczącą klubu parlamentarnego Lewicy. W marcu 2021 opuściła ten klub i Wiosnę, przechodząc do Porozumienia i zostając posłanką niezrzeszoną. W sierpniu tegoż roku współtworzyła nowo powstałe koło parlamentarne swojej partii. 30 września 2021 poinformowała o opuszczeniu Porozumienia, ponownie zostając posłanką niezrzeszoną. Dzień później poinformowała o przystąpieniu do klubu parlamentarnego Prawa i Sprawiedliwości, później została również członkinią tej partii. W wyborach w 2023 nie uzyskała poselskiej reelekcji (dostała 10 789 głosów, zajmując pierwsze niemandatowe miejsce na okręgowej liście PiS). W lutym 2024 złożyła oświadczenie o objęciu mandatu posła X kadencji w miejsce Mariusza Kamińskiego. Ślubowanie złożyła 6 marca 2024. Została posłanką niezrzeszoną, a w czerwcu 2024 dołączyła do klubu parlamentarnego Prawa i Sprawiedliwości. Zasiadła w Komisji Administracji i Spraw Wewnętrznych oraz Komisji Obrony Narodowej.

## Wyniki wyborcze
| Wybory | Komitet wyborczy | Komitet wyborczy             | Organ                            | Okręg | Wynik          |
| ------ | ---------------- | ---------------------------- | -------------------------------- | ----- | -------------- |
| 2014   |                  | SLD Lewica Razem             | Rada Powiatu Ryckiego V kadencji | nr 1  | 63 (1,14%)     |
| 2019   |                  | Wiosna                       | Parlament Europejski IX kadencji | nr 8  | 4426 (0,60%)   |
| 2019   |                  | Sojusz Lewicy Demokratycznej | Sejm IX kadencji                 | nr 7  | 12 916 (3,22%) |
| 2023   |                  | Prawo i Sprawiedliwość       | Sejm X kadencji                  | nr 7  | 10 789 (2,36%) |